# Sivapur
Sivapur (en népalais : शिवपुर) est un comité de développement villageois du Népal situé dans le district de Bardiya. Au recensement de 2011, il comptait 7 706 habitants.